# Aphanocephalus atomus
Aphanocephalus atomus is een keversoort uit de familie Discolomatidae. De wetenschappelijke naam van de soort is voor het eerst geldig gepubliceerd in 1956 door Grouvelle.